# 2023年新加坡
|        | 新加坡歷史 |
| 世紀： | 20世紀新加坡 \| 21世紀新加坡 \| 22世紀新加坡                                                                                                 |
| 年代： | 1990年代新加坡 \| 2000年代新加坡 \| 2010年代新加坡 \| 2020年代新加坡 \| 2030年代新加坡 \| 2040年代新加坡 \| 2050年代新加坡                   |
| 年份： | 2019年新加坡 \| 2020年新加坡 \| 2021年新加坡 \| 2022年新加坡 \| 2023年新加坡 \| 2024年新加坡 \| 2025年新加坡 \| 2026年新加坡 \| 2027年新加坡 |
| 紀年： | 癸卯年（兔年）、新加坡开埠204周年、新加坡独立58周年                                                                                          |

下表整理了2023年新加坡發生的事件，包括政府主要官员、各月大事记和当年出生及逝世的人物。

## 領導人
- 總統：哈莉玛、尚达曼
- 總理：李顯龍
  - 副總理：王瑞杰、黄循财
- 國會議長：陳川仁
- 首席大法官：梅達順

## 事件
以下所使用的货币单位均为新加坡元（SGD），所有和2019冠狀病毒病疫情相关的事件都以“CP”进行标注。

### 1月
- 1月1日：
  - 消费税由7%上调至8%[1]。
  - 每月人均家庭收入介于3300元至6500之间的病患，专科诊所门诊护理的津贴从50％减至40％；超过6500元的则减至30％[2]。
  - 年长员工的雇主和雇员公积金缴交率即日起调高，增加的公积金存款将归入特别户头，帮助年长员工储蓄更多退休金。年龄介于55岁至60岁以及66岁至70岁的公积金会员，雇主和雇员缴交率的增幅分别为0.5和一个百分点；61岁至65岁则各为一个百分点[2]。
  - 新注册载客罗厘须安装遮雨篷布，身兼司机的员工若工作六小时以上，在驾驶罗厘载送工人前，须休息至少半小时，每辆罗厘也须指定一名“陪驾”[2]。
- 1月3日：裕廊飞禽公园于晚间6时50分许正式停业，这天是裕廊飞禽公园开业52周年纪念日。公园开始准备搬迁至万态野生动物世界的新加坡飛禽公園[3]。
- 1月4日：勿洛蓄水池内政团队战备人员协会（英語：HomeTeamNS Bedok）新会所正式开幕，该会所设有室内水上乐园，成为新加坡首个面向蓄水池的会所[4]。

### 2月
- 2月19日：新加坡外交部长維文應中國外交部長秦剛邀約，於19日至21日到北京訪問。為期3天的訪中行程，維文會見中共中央政治局委員、中共北京市委書記尹力，外交部長秦剛和中聯部部長刘建超。另外，維文也會見在北京的新加坡留學生及企業[5]。

### 3月
- 3月27日：新加坡總理李顯龍抵達中國，展開於3月27日至4月1日為期6天的正式訪問。李顯龍到訪廣東省廣州市後，到海南島出席博鰲亞洲論壇年會開幕式，並發表演說。最後到訪北京，與中國國家主席習近平、中國國務院總理李強會面。成為自2020年新冠病毒疫情爆發以來，李顯龍睽違三年首次訪問中國[6][7]。

### 5月
- 5月8日：新加坡飛禽公園對外開放，取代了裕廊飛禽公園。

### 7月
- 7月3日：全国三分之二的实体超市将为塑料袋等一次性购物袋收费。每个袋子必须收取至少5分钱，确切金额由个别超市业者决定[2]。
- 7月28日：新加坡对走私30.72克的海洛因入境的45岁女毒贩莎莉迪威·迪加玛尼就地正法，是20年来首次对女性执行死刑[8]。

### 9月
- 9月2日：2023年新加坡总统选举举行，尚達曼以超過七成得票當選總統。[9][10]

## 死亡
- 1月4日
  - 刘锡明，74歲，原后港前基层组织顾问、人民行动党后港支部主席[11]。
  - 沈望傅，67歲，新加坡科技企业家，“创新科技”创办人[12]。
- 1月7日：林少偉，90歲，新加坡建築師、新加坡傳統文化學會創辦人，曾參與設計珍珠坊、黃金坊、新加坡大會堂等多個新加坡著名地標建築[13]。
- 1月10日：倪佑恩，49歲，新加坡电影、电视、舞台剧演员[14]。
- 1月15日：洪嘉玲，51岁，新加坡歌台艺人、歌手。死於肺癌[15]。
- 2月8日：利兹·苏纳万，45岁，新加坡馬來裔傳媒人，新传媒马来语电视新闻前主播。死於肌萎缩侧索硬化症[16]。
- 2月15日：徐炎珍，90歲，新加坡商人，辣椒螃蟹创始人。因肺炎离世[17]。
- 2月16日：林锡忠，89歲，新加坡画家、漫画家、前《南洋商报》和《联合早报》美术编辑和主任[18]。
- 3月25日：陈新嵘，89岁，新加坡前总理公署政务次长和新加坡社会主义阵线义顺选区立法议会议员[19]
- 7月7日：陳毓麟，70岁，新加坡法律教授。
- 9月8日：胡赐道，96岁，新加坡前财政部长[20]。
- 11月10日：饶欣龙，47岁，新加坡工人党前后港单选区议员[21]。
- 12月18日：李诗东，92岁，新加坡社会主义阵线武吉知马选区立法议会议员（1963 - 1966）[22]。

## 其他资讯

### 節慶

#### 法定假日
- 1月1日（星期日）：西曆元旦
- 1月22日（星期日）：農曆正月初一
- 1月23日（星期一）：農曆正月初二（翌日放假）
- 4月7日（星期五）：耶穌受難日
- 4月22日（星期六）：开斋节
- 5月1日（星期一）：勞動節
- 6月3日（星期六）：卫塞节/佛诞
- 6月29日（星期四）：哈芝节
- 8月9日（星期三）：国庆日
- 11月12日（星期日）：屠妖节（翌日放假）
- 12月25日（星期一）：聖誕節

#### 学校假日
- 7月2日（星期日）：青年节（翌日放假）
- 8月10日（星期三）：国庆日翌日
- 9月1日（星期五）：教师节
- 10月6日（星期五）：儿童节（仅限小学）

#### 其他节庆
新加坡民间普遍庆祝的非假日节庆如下
- 2月4日（星期六）：立春
- 2月5日（星期日）：大宝森节
- 2月15日（星期三）：全民防卫日
- 3月8日（星期三）：国际妇女节
- 4月5日（星期三）：清明節
- 4月10日（星期一）：復活節星期一
- 5月14日（星期日）：母亲节
- 6月18日（星期日）：父亲节
- 6月22日（星期四）：端午節
- 7月1日（星期六）：新加坡武裝部隊日
- 7月21日（星期五）：种族和谐日
- 8月30日（星期三）：中元节
- 9月29日（星期五）：中秋节
- 10月23日（星期一）：重陽節
- 10月31日（星期二）：萬聖夜
- 12月22日（星期五）：冬至
- 12月31日（星期日）：西曆除夕